# Ión (Platón)
A Ión Platón egyik dialógusa, amely az I. e. 390-es években keletkezhetett. Két szereplője van, Ión, a rapszódosz és Platón tanítója, filozófiai munkáinak visszatérő szereplője, Szókratész. A mű eredetiségét a német Platón-fordító, Friedrich Schleiermacher vonta először kétségbe következetlenségei miatt, de a mai közmegegyezés szerint valóban a görög filozófus munkája.

## Felépítése

### ̥530 a – b
Ión bemutatása. A rhapszódosz elmondja, hogy Epheszoszból, az Aszklépiosz-ünnepről érkezett vissza, ahol első díjat nyert. Szókratész, némileg ironikusan, arról beszél, hogy irigyli Ión foglalkozását, mert naphosszat kiváló költőkkel, közülük is elsősorban Homérosszal foglalkozhat.

### 530 c – 533 c
Ión kifejti álláspontját a szakértelemről. Szerinte a rhapszódosz szakértelme a költő gondolatainak tolmácsolása. Ión büszkén azt mondja, hogy véleménye szerint ő tudja a legszebbeket mondani Homéroszról (530 c). Szókratész megkérdezi, másokat is tudna-e ilyen kiválóan tolmácsolni, mire a rhapszodosz elismeri, nem lenne képes erre (531 a – b). Szókratész azt veti ellen, hogy ha ez szakérdelem kérdése volna, akkor Ión nemcsak Homéroszról, hanem bármely más költőről képes lenne szépen beszélni (532 c).

### 533 c – 535 a
Szókratész válaszában azt állítja, hogy a költő isteni megszállottságában írja műveitː „Mert lenge lény a költő (...), s mindaddig nem képes alkotni, míg az isten el nem töltötte, józansága el nem hagyta, és többé benne nincs értelem.” Szókratész szerint a költők nem szakértelem alapján alkotnak, hanem „isteni osztályrészük”, „isteni erő” alapján (534 c).

### 535 a – 536 d
A válasz második felében Szókratész azt mondja, hogy a rhapszódosz is megszállott, de ő nem az isten, hanem a költő által. Szókratész – a mágnes által vonzott, egymáshoz kapcsolódó fémgyűrűk analógiájára – úgy vélekedik, hogy az isten a mágnes, amelyhez a költő kapcsolódik közvetlenül. Ő a rhapszódoszt vonzza magához, aki viszont a nézőket igézi meg (536 b).

### 536 c – 541 d
Szókratész ezután arra keresi a választ, hogy mi Ión szakértelme, létezik-e olyan terület, amelynek ő a legilletékesebb szakértője. Ión nem tud ilyet mondani, hiszen az általa megnevezett hadvezetés, nyilvánvalóan helytelen (540 d – e).

### 541 e – 542 b
Szókratész pontot tesz a dialógus végére azzal, hogy Iónt Homérosz isteni magasztalójaként ismeri el.

## Értelmezése
Platón célja az volt, hogy elválassza egymástól a költészetet és a tudományt, ezzel rámutatva előbbi sajátos voltára. A dialógus fő mondanivalója, hogy a valóságról való ismereteket nem a versekben, eposzokban, hanem a tudományos igényű vizsgálódás alapján kell keresni.